# 클라우스페터 슈노어

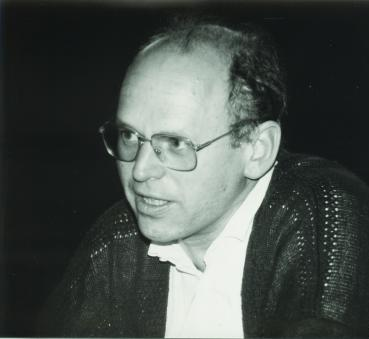

클라우스페터 슈노어(독일어: Claus-Peter Schnorr, 1943년 8월 4일 - )는 독일의 수학자이자 암호학자이다.

## 생애
1966년 자를란트 대학교(Universität des Saarlandes)에서 박사학위를 받은 뒤, 1970년에는 하빌리타치온 자격을 얻었다. 그의 이름을 빌어 명명된 디지털 서명 알고리즘인 슈노어 서명에 쓰이는 슈노어 군(群) 연구로 암호학에 기여했다. 그밖에도 슈노어는 알고리즘 정보 이론이나 마르틴-뢰프 무작위성 개념을 대체하는 알고리즘적 무작위 무한수열을 정의하는 접근 방법을 고안하기도 했다.
슈노어는 프랑크푸르트 대학교에서 수학과 컴퓨터 과학 교수로 40년 동안 재직 후, 2011년 퇴임했다. 그는 RSA 시큐리티社 연구소의 최고 회원이기도 하며, 1993년에는 요하네스 부흐만과 함께 라이프니츠상을 수상했고, 2013년에는 예안자크 크비스크바터르와 더불어 RSA 수학상을 수상했다.
슈노어는 2008년까지는 슈노어 서명의 특허를 갖고 있었다.